# Doctor Cecilio Báez (Paraguay)
Doctor Cecilio Báez (antiguamente denominado Yvahái) es un municipio del Departamento de Caaguazú situado en el kilómetro 232 de la ruta PY21, a unos 200 km de Asunción. 

## Toponimia
Lleva el nombre de uno de los catedráticos e historiadores de mayor renombre del país, quien llegó a ser Presidente de la República del Paraguay durante el período de 1905-1906.

## Historia
En 1955, por Ley n.º 260 del 23 de junio, se lo elevó a la categoría de distrito, desprendiéndose de San Joaquín.

## Geografía y demografía
El Municipio tiene una superficie aproximada de 905 km² y una población de 4 812 habitantes según datos oficiales del censo paraguayo de 2022. Cuenta con 9 Barrios y 19 Compañías.

## Economía
Sus habitantes desarrollan diversas actividades económicas, principalmente el cultivo de la caña de azúcar, la mandioca y el algodón, aunque este último ha disminuido considerablemente en los últimos años, siendo ésta una de las razones a las que se atribuye el aumento de la cantidad de personas que ha emigrado hacia otros lugares. La ganadería es otra de las fuentes de ingresos del distrito, además de algunos aserraderos.

## Infraestructura
El Distrito de Cecilio Báez cuenta con un centro de salud. En cuanto a instituciones educativas funcionan en el municipio diez escuelas de nivel primario y dos instituciones del nivel medio.